# Diana Sánchez
Diana Sánchez est une joueuse de volley-ball espagnol, née le 7 mars 1977 à Socuéllamos (Province de Ciudad Real). Elle mesure 1,80 m et joue au poste de réceptionneuse-attaquante. Elle totalise 35 sélections en équipe d'Espagne.

## Clubs
| Club                          | De        | À         |
| ----------------------------- | --------- | --------- |
| Roycan Socuéllamos            | 1991-1992 | 1997-1998 |
| CV Playas de Benidorm         | 1999-2000 | 1999-2000 |
| Caja de Ávila CSC             | 2000-2001 | 2001-2002 |
| Club Voleibol Albacete        | 2002-2003 | 2004-2005 |
| CV Playas de Benidorm         | 2005-2006 | 2005-2006 |
| Club Voleibol Albacete        | 2006-2007 | 2008-2009 |
| CAV Murcia 2005               | 2009-2010 | 2009-2010 |
| Club Voleibol Ciutadella      | 2010-2011 | 2010-2011 |
| Vóley Murcia                  | 2011-2012 | 2011-2012 |
| Club Voleibol Aguere          | 2012-2013 | 2012-2013 |
| Club Voleibol J.A.V. Olímpico | 2013-2014 | 2013-2014 |
| Club Volei Miranda            | 2014-2015 | 2014-2015 |
| Club Voleibol Aguere          | jan 2015  | mai 2015  |
| Club Deportivo Iruña          | 2015-2016 | 2015-2016 |
| Club Voleibol Aguere          | 2016-2017 | 2016-2017 |
| CV Kiele Socuéllamos          | 2017-2018 | 2019-2020 |
| Club Voleibol J.A.V. Olímpico | jan 2020  | …         |

## Palmarès
- Championnat d'Espagne
  - Vainqueur : 2011.
- Coupe d'Espagne
  - Vainqueur : 2010.
  - Finaliste : 2016.
- Supercoupe d'Espagne
  - Vainqueur : 2009.
  - Finaliste : 2015.